# Silvio Giobellina
Silvio Giobellina (* 28. Februar 1954 in Leysin, Waadt) ist ein ehemaliger Schweizer Bobsportler.

## Leben
Bevor Giobellina sich 1974 komplett dem Bobsport widmete, war er auch im Radsport, Schwimmen und Skilauf aktiv. International trat er erstmals 1978 bei seinem Schweizer Bobdebüt in Erscheinung, als er im Viererbob die Bronzemedaille bei der Junioreneuropameisterschaft gewann. Bei den Senioren erhielt er 1982 seine erste Goldmedaille mit Rico Freiermuth, Urs Salzmann und Heinz Stettler bei der Bob-WM in St. Moritz. In den folgenden Jahren konnte er bei Bob-Europameisterschaften im Viererbob je zweimal Bronze (1983, 1988) und Gold (1984, 1985) gewinnen. Des Weiteren trat Giobellina zusammen mit Freiermuth, Salzmann und Stettler bei den Olympischen Winterspielen 1984 in Sarajevo an, wo sie hinter den beiden Bobteams der DDR den dritten Platz erreichten. Zwischen 1981 und 1985 wurde er fünfmal in Folge nationaler Meister im Viererbob.
Nach den Europameisterschaften 1988 trat Giobellina vom Bobsport zurück. Anschliessend war er bis 1994 als technischer Leiter im französischen Bobteam beschäftigt. 1999 wurde er Manager eines Tobogganparks in seiner Heimatstadt Leysin.